# Deportação dos Talyches
A deportação dos Talyches foi uma operação de deportação levada a cabo por Estaline com o objectivo de purificar etnicamente a população Talich das regiões fronteiriças com o Irão, bem como alterar a composição étnica de determinadas regiões. Foi realizado na Ásia Central e na zona Kura-Araks da RSS do Azerbaijão.

## Pré-história
Em 1936, foi adoptada uma nova Constituição da URSS e a República Socialista Federativa Soviética Transcaucasiana foi liquidada, e a atitude em relação aos povos alterou-se; iniciou-se um período de introdução de uma política de assimilação de muitas minorias nacionais em favor do povo titular e de proibição do seu etnónimo.
Após o Plenário do Comité Central, realizado a 6 de junho de 1937, nas vésperas do XIII Congresso do Partido Comunista do Azerbaijão, onde foi discutido o conteúdo do próximo relatório do Comité Central ao Congresso, a questão da purificação da língua azeri foram criadas camadas persas, árabes e otomanas, entre outras. Um dos participantes na discussão falou da necessidade de “purificar a linguagem Tat”. Ao que Mirjafar Bagirov respondeu: “Penso que está na altura de passar das línguas Tat, Curda e Talysh para a língua do Azerbaijão. O Comissariado do Povo para a Educação deve tomar a iniciativa, são todos azeris”.
Após este plenário, foi decidido abandonar a educação noutras línguas e mudar para a língua do Azerbaijão, as escolas na língua Talysh foram encerradas, os periódicos foram suprimidos e os cientistas e figuras públicas do Talysh (Ahmedzade Z., Nasirli M., Mirsalaev B. e outros) foram submetidos a repressão.

## Deportação de 1938
As repressões contra os Talichs afectaram não só a intelectualidade, mas também a população em geral. Num telegrama de Janeiro de 1938, o Comissário do Povo para os Assuntos Internos da URSS N. Yezhov enviou um pedido ao Vice-Comissário do Povo para os Assuntos Internos da RSS do Azerbaijão, T. Borshchev, para limpar imediatamente os distritos iranianos de Baku e de Kirovabad. Foi necessário prender iranianos que não possuíam passaporte soviético ou iraniano, principalmente os envolvidos em actividades anti-soviéticas, realizar interrogatórios em grande escala para identificar cúmplices e, após decisão judicial, deportá-los com as suas famílias ou para o Irão, ou em locais especialmente designados na URSS.
No seu memorando de 1931 sobre o trabalho entre as minorias nacionais do Azerbaijão, Alimadatov estava interessado em questões fronteiriças e na influência iraniana nas regiões de Talysh. É de notar que o seu modo de vida está mais próximo do do Irão do que do resto do Azerbaijão e que os Talysh soviéticos mantêm laços de parentesco estreitos com os Talysh do Irão. Alimadatov conclui que a sensibilidade às características das regiões fronteiriças habitadas por “pequenos” povos culturalmente atrasados exige uma atenção imediata ao desenvolvimento cultural e necessário do povo Talysh.
Como resultado, vários Talysh étnicos das regiões de Astara, Lankaran, Lerik e Yardimli foram deportados para os desertos do Cazaquistão e do Azerbaijão, embora a sua etnia não seja mencionada nos documentos oficiais. Como diz Christa Goff, os Talysh foram deportados nesta altura ou porque estavam incluídos no ambiente iraniano, ou seja, chamados de “iranianos”, ou porque viviam ao longo da fronteira iraniana no Azerbaijão soviético. Peter Kokaisl relata que o número exacto de Talysh deportados continua a ser difícil de determinar, uma vez que os documentos e registos publicamente disponíveis se referem a "iranianos" ou "curdos", o que é essencialmente um erro de identificação.
Alguns responsáveis decidiram que a melhor forma de dissipar as preocupações sobre a instabilidade das fronteiras e a desconfiança local seria expulsar fisicamente destas áreas pessoas consideradas indignas de confiança. Alguns Talysh foram deportados para a Ásia Central, enquanto outros foram forçados a abandonar as suas aldeias e a estabelecerem-se em cidades como Astara e Lenkoran, onde poderiam ser melhor monitorizados.

Baseando-se no documento de Janeiro de 1938, numa carta dirigida ao presidente do Conselho dos Comissários do Povo V. Molotov, com as assinaturas do Comissário do Povo para os Assuntos Internos N. Yezhov e do chefe do departamento de segurança d Estado da URSS L . Beria, datado de 24 de setembro de 1938, afirma:
Por decisão do Politburo de 19 de janeiro de 1938 (Protocolo nº 56/308), o NKVD da URSS foi proposto para realojar no Cazaquistão todos os iranianos que vivessem nas regiões fronteiriças do Azerbaijão e que obtivessem a cidadania soviética no período de um mês. Esta decisão não foi implementada em tempo útil. Actualmente, 2.000 famílias (6.000 pessoas) de iranianos que obtiveram a cidadania soviética foram registadas e preparadas para a reinstalação no Cazaquistão. O seu reassentamento deveria começar a 15 de outubro de 1938. Apresentámos um projeto de resolução do Conselho dos Comissários do Povo da URSS sobre o procedimento de reassentamento e os arranjos económicos para os iranianos.
A 8 de outubro de 1938, o Conselho dos Comissários do Povo da URSS adotou a Resolução nº 1084-269-ss "Sobre o realojamento dos iranianos das regiões fronteiriças da RSS do Azerbaijão para a RSS do Cazaquistão", definindo os aspetos jurídicos, financeiros, aspectos técnicos e económicos desta deportação. Apenas 3,4 milhões de rublos foram alocados para a implementação destas medidas. O Conselho dos Comissários do Povo da RSS do Cazaquistão foi encarregado de construir 1.000 casas de dois apartamentos para acomodar os migrantes durante o período 1938-1939. Ao mesmo tempo, os migrantes foram obrigados a utilizar os seus próprios recursos para a construção e preparação de materiais de construção.
A 6 de novembro de 1938, o Conselho dos Comissários do Povo e o Comité Central do Partido Comunista (Bolcheviques) do Cazaquistão detalharam as medidas a tomar contra os colonos e determinaram os locais de residência dos deportados nas regiões de Alma-Ata e do sul do Cazaquistão. A resolução pedia aos líderes regionais e distritais que garantissem a entrega das famílias dos colonos iranianos nos locais designados no prazo de 12 horas após a sua chegada ao Cazaquistão. Os trabalhos de reparação nas casas especialmente preparadas para eles tiveram de estar concluídos em quatro dias. Cada família deveria receber 1.600 rublos para que pudessem pôr rapidamente em ordem as suas condições de vida. No prazo de cinco dias, o trabalho deveria ser organizado para fornecer aos iranianos produtos de farinha e ração para o gado. O Ministério da Educação foi responsável por realizar o registo preciso dos filhos dos colonos em idade escolar e criar condições para a sua educação nas escolas locais. Se entre os colonos existissem professores, estes deveriam ser imediatamente contratados, independentemente do seu conhecimento de cazaque ou russo, e receber cursos de reciclagem com retenção integral do salário. Os Talysh foram realojados em 12 regiões do Cazaquistão.

## Deportações de 1939 a 1953
De 1939 a 1953, a fim de garantir a segurança da zona de 800 metros perto da fronteira com o Irão, foram realizadas deportações de Talysh na região de Yardimli, na RSS do Azerbaijão. Os residentes das aldeias de Tezekend, Sibroni, Alili e Abily foram deportados para a região de Pushkin (agora Bilasuvar) a partir da RSS do Azerbaijão. Um dos migrantes forçados recorda:
Seria melhor nunca viver para ver o dia em que Estaline decidisse o nosso destino. Lembro-me de um dia em que nos vieram buscar à nossa aldeia. Foi como um sonho mau. Levaram-nos para o distrito de Bilasuvar, que na altura era o distrito de Pushkin. Foi como um desenraizamento, como se os nossos corações estivessem a ser dilacerados. Sentimo-nos perdidos no nosso novo ambiente. O que considerávamos em casa era uma memória distante.
Após a viagem de Mir Jafar Bagirov à região de Vargheduz (a partir de 19 de julho de 1938, a região tornou-se Yardimli) no verão de 1937, o Comité Central do Partido Comunista do Azerbaijão adotou a Resolução nº 14 a 1 de agosto de 1937. /2 em o realojamento de residentes de todas as áreas residenciais situadas num raio de 500 metros da fronteira iraniana.